# 田村大五
田村 大五（たむら だいご、1935年（昭和10年）2月20日 - 2009年（平成21年）2月13日）は、日本のベースボールコラムニスト、スポーツジャーナリスト。

## 経歴・人物
- 1935年（昭和10年）2月20日、新潟県柏崎市出身。
- 幼少時代は父親の仕事の関係で満洲国で暮らしていた。
- 1954年（昭和29年）にベースボール・マガジン社（以下、BBM）に入社し、プロ野球取材の道に入る。
- 1959年（昭和34年）、BBMから報知新聞社に移籍。報知新聞（現：スポーツ報知）の西鉄ライオンズ、読売ジャイアンツ担当記者としてプロ野球取材に奔走した。その後は報知新聞運動部長、編集委員などを務め、プロ野球だけでなく日本のスポーツ全般の取材・報道の指揮を執っていた。
- 1975年（昭和50年）、長嶋茂雄が第一期の読売ジャイアンツ監督に就任したのと同時に、報知新聞社を退いてBBMに復帰し、週刊ベースボール編集長として雑誌編集を指揮する傍ら、『大道文』（だいどう ぶん）の筆名で季刊誌『ベースボールマガジン』に「プロ野球・謎とロマン」と題して、戦前戦中期の職業野球の名選手たちの評伝を執筆した。
- その後BBM編集局長、常務取締役、顧問を務めたが、週刊ベースボール誌上に「白球の視点」と題するコラムを連載するなど、常に現役の野球記者で在り続けた。2008年春、再びBBMを退社。フリーランスとなった。
- 2009年（平成21年）2月13日、胃潰瘍に伴う出血性ショックのため急死。73歳没。週刊ベースボール 2009年2月23日号に掲載された『山内一弘を悼む』が絶筆となった。

## エピソード
- 西鉄ライオンズの主力選手であった豊田泰光とは誕生日も近く同い年だったこともあり、田村が西鉄ライオンズ担当記者時代からの長年に亘る交友関係にあった。基本的に知人・友人の葬儀に参列しなかったことで知られた豊田は、畏友である田村大五の葬儀には参列して自ら弔辞を読んだという[1]。
- 埼玉西武ライオンズが2008年に西武球団創設30周年記念事業として「ライオンズ・クラシック」というイベント（同年6月～8月）を開催した際、「ライオンズ史研究室」という講演を開き、西鉄ライオンズから現在に至るまでの歴史やエピソードなどを披露する講演会の講師を綱島理友と共に務めた[2]。

## 著書
恒文社刊
- 『プロ野球選手・謎とロマン』（全2冊、大道名義）
- 『白球世界を征く』（大道名義）

ベースボールマガジン社刊
- 『大下弘日記 : 球道徒然草』（監修、大道名義）[3]
- 『白球の視点』
- 『プロ野球人国記』（初版、第2版の名義は大道、最新版は著者名なしだが、田村執筆という記載がある）初版は恒文社刊
- 『昭和の魔術師―宿敵 三原脩・水原茂の知謀と謀略』

『巨人軍5000勝の記憶』 読売新聞社、ベースボールマガジン社、2007年。ISBN 9784583100296。一部記事（公式戦初勝利、他多数）

## 脚註
1. ↑  コラム「オレが許さん!」週刊ベースボール 2009年3月9日号より
2. ↑  "アサヒスーパードライ ライオンズ・クラシック『ライオンズ史研究室』開催!!". 国立国会図書館サーチ. 国立国会図書館. 2020年11月5日閲覧。
3. ↑  "大下弘日記 : 球道徒然草". 埼玉西武ライオンズ. 19 June 2008. 2020年11月5日閲覧。